# Empty old City
Empty old City（エンプティ・オールド・シティ）は、コンポーザーおよびプロデューサーの Neuron とボーカルの kahoca による音楽ユニットである。KAMITSUBAKI STUDIO 所属。略称はEoC。

## 概要
2020年10月に結成され、2024年3月に KAMITSUBAKI STUDIO 所属となった。KAMITSUBAKI STUDIO 内のレーベル、ANARCHIC RECORDに所属している。
ミステリアスなパーソナリティと、物語性のある世界観の作品を特徴としている。アーティストとしての固定されたコンセプトに縛られてしまうと、違うことをやりたくなった際に困ってしまうと考えているため、コンセプトとしては決まっていない。
「Empty old City」は、Neuron がもともと考えていた、自分がやりたい音楽ユニットの構想から始まった。Neuron は kahoca の歌唱力について、知っているボーカリストの中でひと際インパクトがあったと評している。そのため、まず初めに kahoca に声を掛けたところ、快諾を得て結成された。kahoca は初め「アーバンクルーズ」のデモを Neuron から聴いて気に入り、二つ返事で参加を決めた。
ユニット名は、はじめから持っていた理想の語感に加え、文明崩壊後に退廃して無人の世界を独り散歩するような孤独感と自由の情景に憧れ、それを表す名前となった。

## メンバー
本人たちのパーソナリティはあまり公開されていない。これはプロデューサーである Neuron の「作品ファーストでありたい」という信念によるものである。

### Neuron
Neuron（ニューロン）は、Empty old City のコンポーザーおよび音楽プロデューサーを務める。Empty old City では、楽曲の制作や kahoca のボーカルディレクションを行っている。スタジオ所属後は、ユニットとしての活動に加え、外部アーティストへの楽曲提供も行っている。

### kahoca
kahoca（カホカ）は、Empty old City のボーカルを務める。Neuron の制作した音楽の物語性や世界観を伝える、ストーリーテラーの役割を果たしている。また、Empty old City の作品の English Ver. の英訳を行っている。
スタジオ所属後は、KAMITSUBAKI STUDIO および ゲームクリエイター Kazuhide Oka によるゲームと音楽のプロジェクト ANMC（アノマチ）にも参加している。

## 音楽活動
その作品について、しばしば「物語性のあるリリックに幻想的なメロディ、濃密なエレクトロ・サウンドを重ね合わせる」と紹介される。また音楽性としては、一曲の中に膨大な情報量を詰め込み、強固な世界観を創り出している。アーティスト自身の為人が音楽に影響しないよう、そのキャラクター性や背景の表出を最小限に抑えることで作品の世界観を守り、解像度を落とさずに音楽として出力したいという考えのもと音楽活動を行っている。KAMITSUBAKI STUDIO 所属以前は、楽曲作品のみを定期的に発表し、SNSも最低限の情報に抑えて運用していた。
KAMITSUBAKI STUDIO との接点は、花譜への楽曲制作依頼がきっかけであった。KAMITSUBAKI STUDIO プロデューサーは Empty old City が音楽ストリーミングサービスに配信していた曲に注目して声をかけ、楽曲制作の打合せの際にユニットのマネジメントについても打診した。Neuron は予てより KAMITSUBAKI STUDIO の作品が好みのものが多く、Empty old City の美学と近しいものを感じていた。kahoca も KAMITSUBAKI STUDIO 所属のアーティストの楽曲が持つ独自の世界観にシンパシーを感じており、所属に賛成した。
KAMITSUBAKI STUDIO 所属後は露出が増え、音楽ライブや配信番組などにも出演している。しかし、所属後も音楽性やビジュアルにおける方向性はあまり変わっていない。
2025年3月29日には、初のワンマンライブ『Empty old City 1st ONE-MAN LIVE「Blood in the Void」』を渋谷 WWWにて開催する。またそれに先んじて、同年3月12日にこのライブと同名の、初めてのフルアルバム『Blood in the Void』を配信リリースする。

## 年表
2020年
- 10月31日 結成[14]

2021年
- 1月8日 Youtube チャンネル作成[15]
- 1月20日 初めての作品「アーバンクルーズ」の公開[16]
- 10月20日 1st ミニアルバム『PARA-SCOPE』リリース[17]

2023年
- 10月25日 最も再生数を伸ばした 11th Single「Chronicle A」リリース[18]

2024年
- 3月26日 『花達と椿と君。』内で、KAMITSUBAKI STUDIO への所属を発表[4]
- 4月3日 KAMITSUBAKI STUDIO 所属後、初となるシングル「Buffer」リリース[4]

2025年
- 1月7日 初めて実写によるアーティスト写真を公開[12]
- 3月12日 1st フルアルバム『Blood in the Void』リリース[13]
- 3月29日 ONE-MAN LIVE「Blood in the Void」開催[3][12]

## 出演

### ラジオ番組
- FM802「802 Palette」（2024年3月30日）[4]
- TBSラジオ「CITY CHILL CLUB」（2024年9月4日、9月11日）[6][9][19]
- FM802「802 Palette」（2024年10月20日）[20]

### 配信番組
- 「Empty little Garden」Vol. 1（2024年4月10日、YouTube）
- 「Empty little Garden」Vol. 2（2024年7月3日、YouTube）[1]
- 「Empty little Garden」Vol. 3（2024年10月23日、YouTube）[21]
- 「Empty little Garden」Vol. 4（2025年1月7日、YouTube）
- 「Empty little Garden」Vol. 5（2025年2月5日、YouTube）[22]

### ライブ
- MOTTO MUSIC 1st LIVE "UNiON" （2023年5月21日、表参道 WALL&WALL）[23]
- LOOSE PLAY（2024年7月8日、TOKIO TOKYO）[24]
- KAMITSUBAKI WARS 2024 神椿横浜戦線「KAMITSUBAKI FES' 24」（2024年8月8日、パシフィコ横浜）[25][26]
- NIGHT HIKE Mid 2024 第2弾（2024年8月24日、Spotify O-EAST、HARLEM、club asia）[27]
- KAMITSUBAKI STUDIO presents ENCOUNT vol.01 （2024年9月15日、Veats Shibuya）[28]
- 「TKGP! vol.5」（2024年9月22日、渋谷 WWW X）[29]
- /// N e w i e e /// - ABSOLUTE EGO A/W 2024 - （2024年11月23日、shibuya eggman）[21]
- 「The Thrill」（2024年12月1日、表参道 WALL&WALL）[21]
- MOTTO MUSIC 3rd LIVE "LIGHT" （2025年2月15日、WOMBLIVE & WOMB LOUNGE）[22][30]
- Empty old City 1st ONE-MAN LIVE「Blood in the Void」（2025年3月29日、渋谷 WWW）[3][12]

## ディスコグラフィ
|     | タイトル   | リリース日     | トラック |
| --- | ---------- | -------------- | --- |
| 1st | PARA-SCOPE | 2021年10月20日 | 1. PARA-SCOPE 2. Inside Story 3. Rhapsody 4. お一人様と侵略者 / Loner and Invaders 5. アーバンクルーズ / Urban Cruise 6. Model H-3 7. Brand New Plan |

| No.         | タイトル                          | リリース日                                       | イラストレーター | レーベル        |
| ----------- | --------------------------------- | ------------------------------------------------ | ---------------- | --------------- |
| 1st Single  | アーバンクルーズ                  | 2021年1月20日                                    | しあびす         | Empty old City  |
| 2nd Single  | Rhapsody                          | 2021年5月20日                                    | LOWRISE          | Empty old City  |
| -           | Inside Story                      | 2021年10月20日（MV公開）                         | 衣湖             | -               |
| 3rd Single  | Area G                            | 2022年2月9日                                     | daichi           | Empty old City  |
| 4th Single  | Villain                           | 2022年3月23日                                    | marumoru         | Empty old City  |
| 5th Single  | カミツレと愛のブーケ              | 2022年5月18日                                    | LOWRISE          | Empty old City  |
| 6th Single  | トワイライト・セレナーデ          | 2022年8月3日                                     | LOWRISE          | Empty old City  |
| 7th Single  | Enigma                            | 2022年11月9日                                    | Osu              | Empty old City  |
| 8th Single  | ミレニアの水槽                    | 2023年2月1日                                     | とーがらし       | Empty old City  |
| 9th Single  | Gemini                            | 2023年3月29日                                    | 衣湖             | Empty old City  |
| 10th Single | 羊飼いの号令                      | 2023年7月5日                                     | とーがらし       | Empty old City  |
| 11th Single | Chronicle A                       | 2023年10月25日                                   | LOWRISE          | Empty old City  |
| 11th Single | Chronicle A (English Ver.)        | 2024年1月24日                                    | LOWRISE          | Empty old City  |
| 12th Single | Buffer                            | 2024年4月3日（リリース） 2024年4月10日（MV公開） | 紺屋鴉江         | ANARCHIC RECORD |
| 12th Single | Buffer (English Ver.)             | 2024年5月15日                                    | 紺屋鴉江         | ANARCHIC RECORD |
| 13th Single | ゴースト警告を唄う                | 2024年7月3日（リリース） 2024年7月10日（MV公開） | LOWRISE          | ANARCHIC RECORD |
| 13th Single | ゴースト警告を唄う (English Ver.) | 2024年7月31日                                    | LOWRISE          | ANARCHIC RECORD |
| 14th Single | Astronomy                         | 2024年10月23日                                   | 紺屋鴉江         | ANARCHIC RECORD |
| 14th Single | Astronomy (English Ver.)          | 2024年12月4日                                    | 紺屋鴉江         | ANARCHIC RECORD |
| 15th Single | Death Designer                    | 2025年2月5日                                     | ネア             | ANARCHIC RECORD |
| 15th Single | Death Designer (English Ver.)     | 2025年2月19日                                    | ネア             | ANARCHIC RECORD |
| 16th Single | Daisy Crown                       | 2025年2月22日                                    | 黒溯             | ANARCHIC RECORD |
| 16th Single | Daisy Crown (English Ver.)        | 2025年2月22日                                    | 黒溯             | ANARCHIC RECORD |

### 参加作品
| アーティスト                | タイトル                                                            | 歌唱   | 発売日        | 作詞・作曲・編曲 | 備考                                        |
| --------------------------- | ------------------------------------------------------------------- | ------ | ------------- | ---------------- | ------------------------------------------- |
| MOTTO MUSIC, Empty old City | Black Dilemma                                                       | kahoca | 2023年8月28日 | Neuron           | MOTTO MUSIC Compilation Album『Angle.』収録 |
| ANMC                        | アウトライン・シーサイド feat.kahoca(from EoC) , ハルハ(from harha) | kahoca | 2024年8月28日 | ハルハ           | ゲーム『ムーンレスムーン』オープニング曲    |

## Neuron 単独の作品

### ボーカロイド楽曲
| タイトル                            | 発表日        | 作詞・作曲・編曲 |
| ----------------------------------- | ------------- | ---------------- |
| 地球最後のブルーチーズ (feat. 裏命) | 2023年4月1日  | Neuron           |
| 破綻するシャドウ ft.星界            | 2025年2月22日 | Neuron           |

### 楽曲提供
いずれも Neuron による作詞・作曲・編曲。
- Albemuth 1st アルバム『ADAM』収録「Replica」[62]
- 花譜 4th album『寓話α』/『寓話β』収録「ホワイトブーケ」[6]、「アポカリプスより」[6][63]、「黄金の木」[61][注釈 6]
- 明透 1st EP『twilight』収録「illumina」[65]